# 超時空男臣
《超時空男臣》，香港電視廣播有限公司拍攝製作的穿越喜劇，由蕭正楠、王君馨、曹永廉、何廣沛、田蕊妮及鄧佩儀領銜主演。編審黃偉強，監製羅永賢。
此劇為2017無綫節目巡禮14部劇集之一、無綫海外業務及簡介2017所推介的17部劇集之一、2017香港國際影視展16部推介劇集之一、2017年TVB Amazing Summer劇集之一。

## 劇情簡介
大將軍袁崇煥（蕭正楠飾）、大學士左光斗（曹永廉飾）及太監李進忠（何廣沛飾），這三位明朝臣子在護送太子妃進宮的途中，意外穿越時空來到現代，三位男臣在電視上看見貌似失蹤太子妃的香港女明星汪以珊（王君馨飾），又遇上香港菜館「鳳鳴居」的大小姐方惠芝（田蕊妮飾）正在尋找隱世名廚挽救菜館，三位男臣為了尋找太子妃，便以新身份隨方惠芝到香港成為了「鳳鳴居」的員工，三人因為惺惺相惜而結拜為兄弟。
大哥雲大軍（蕭正楠飾）與方惠芝經歷了種種波折，兩人之間由互信關係漸漸發展出難以言喻的感情；二哥馮一波（曹永廉飾）由於和太子妃有過一段情，所以他對貌似太子妃的汪以珊有着非常複雜的感情；而三弟李小冬（何廣沛飾）也與「鳳鳴居」的二小姐方惠玲（朱晨麗飾）之間有着曖昧的關係。
此劇為虚構喜劇，三位男臣製造出很多笑料，劇情加入穿越時空的科幻題材及部份武打元素，使內容非常豐富。最終，他們能否挽救「鳳鳴居」？能否尋回太子妃？三位男臣的感情去向如何？他們最終會否重返明朝？

## 演員表

### 穿越時空者
| 演員   | 角色                   | 暱稱／關係 |
| 王君馨 | 郭 倩／汪以珊          | Sandy、汪姑娘／太子妃（袁崇煥、左光斗、李進忠／魏忠賢專稱）、以珊 明朝候任太子妃／佛山臨時演員→電影明星 朱常洛之未婚妻，並不喜歡他 左光斗（馮一波）青梅竹馬之女友，後因朱常洛的婚約而分手，其後在現代依然喜歡左光斗（馮一波）並與他有感情線，最後復合，並為其妻 擁有九轉曼陀玉佩（該玉佩由僧人送給明朝第一任皇帝朱元璋傳下来的，亦為太子朱常洛與自己的訂情信物，若果把擁有者的血滴上玉佩能令擁有者可以穿越過去及未來） 於第1集進京期間被張誠追殺而躲進霧林，後因九轉曼陀玉佩而間接穿越到現代佛山影城，但因比袁崇煥（雲大軍）、左光斗（馮一波）、李進忠／魏忠賢（李小冬）早離開霧林而穿越後的時間比他們早五年（2012年），其後化名汪以珊 一直隱暪自己為郭倩的身份，於第17集被方惠芝識穿，其後於第21集無意間向袁崇煥（雲大軍）、左光斗（馮一波）、李進忠／魏忠賢（李小冬）道出自己的身份 汪以珊之好友，在她去世後用掉其身份來繼續生活 朱家軒之女友，實為利用他（只是朱家軒的一廂情願），最後和平分手 方惠芝之好友（第17集起） 張誠之天敵，並利用他 與卓華互相利用，最後反目 於第27集向方惠芝提及曾經因九轉曼陀玉佩而意外穿越時空返回明朝，並因看見朱常洛與其他妃子嬉戲而決定以後不重返明朝 於第29集指使張誠殺害卓華不遂 於第31集與方惠芝用九轉曼陀玉佩把張誠及卓華送回明朝 於第32集（2019年）因張誠替自己立碑導致明朝歷史改寫引發蝴蝶效應，身份於世上消失而被眾人遺忘（平行時空），最後與袁崇煥（雲大軍）、左光斗（馮一波）、李進忠／魏忠賢（李小冬）交代決定重返明朝改變歷史 參見君濤娛樂 |
| 蕭正楠 | 袁崇煥／雲大軍         | 袁都尉、大軍、大哥（左光斗、李進忠／魏忠賢專稱） 明朝東宮都尉，武功蓋世 一直對朱常洛忠心耿耿，最後被他棄於不顧 左光斗（馮一波）、李進忠／魏忠賢（李小冬）之結拜長兄，於第32集反目，但最後和好 方惠芝之鬥氣冤家，其後互相暗戀（雙方都不知情） 視魏忠賢為天敵，後於第32集得知李進忠（李小冬）的真正身份為魏忠賢 張誠之天敵，並被其追殺 卓華之天敵，並被他陷害 曾為方惠玲之暗戀對象 吳笑霞之前下屬 於第1集護送郭倩（汪以珊）進京期間被張誠追殺而躲進霧林，後因九轉曼陀玉佩，在離開霧林後間接穿越到現代佛山影城（2017年），其後化名雲大軍 於第2-3集為臨時演員 於第4集成為鳳鳴居酒樓樓面 於第12集與溫偉泰運送鳳鳴居貨物時，無意看到一套明朝劇集的結局而得知明朝滅亡時的場景，後上網查看明朝滅亡的主要原因是魏忠賢 於第21集得知汪以珊的真正身份為郭倩 於第23集為了教訓卓華而把他右手打斷，並被警方通緝，其後被警方槍傷右腿，最後因月蝕不慎跌進泳池而意外穿越回明朝 於第24集被張誠誣陷造反，並與他發生打鬥而雙雙墮進水池裏，其後因月蝕而再次穿越到現代香港（2018年） 於第27集與左光斗（馮一波）、李進忠／魏忠賢（李小冬）、方惠芝、方天、溫偉泰合謀把張誠灌醉，並用鐵鏈把他禁錮 於第32集（2019年）因張誠替自己立碑導致明朝歷史改寫引發蝴蝶效應，身份於世上消失而被眾人遺忘（平行時空），最後與左光斗（馮一波）、郭倩（汪以珊）、李進忠／魏忠賢（李小冬）交代決定重返明朝改變歷史 武器：龍泉寶劍 絕招：大海無量 參見鳳鳴居、天朝飲食集團                                                        |
| 曹永廉 | 左光斗／馮一波         | 左侍郎、阿波、二弟（袁崇煥專稱）、二哥（李進忠／魏忠賢專稱） 明朝東宮侍郎，東林大學士，才高八斗，聰明蓋世 一直對朱常洛忠心耿耿，並為他情敵 袁崇煥（雲大軍）之結拜二弟，於第32集反目，但最後和好 李進忠／魏忠賢（李小冬）之結拜二兄 郭倩（汪以珊）青梅竹馬之男友，後因朱常洛的婚約而分手，其後在現代依然喜歡郭倩（汪以珊）並與她有感情線，最後復合，並為其夫 視魏忠賢為天敵，後於第30集得知李進忠（李小冬）的真正身份為魏忠賢 張誠之天敵，並利用他 卓華之天敵，並被他陷害，其後假扮與他勾結，但最後反目 吳笑霞之前下屬 於第1集護送郭倩（汪以珊）進京期間被張誠追殺而躲進霧林，後因九轉曼陀玉佩，在離開霧林後間接穿越到現代佛山影城（2017年），其後化名馮一波 於第2-3集為臨時演員 於第4集成為鳳鳴居酒樓樓面 於第21集得知汪以珊的真正身份為郭倩 於第27集與袁崇煥（雲大軍）、李進忠／魏忠賢（李小冬）、方惠芝、方天、溫偉泰合謀把張誠灌醉，並用鐵鏈把他禁錮 於第28集被卓華指使的保鑣推下樓而重傷 於第30集甦醒 於第31集與方惠芝僞造歷史書欺騙張誠帶卓華返回明朝 於第32集（2019年）因張誠替自己立碑導致明朝歷史改寫引發蝴蝶效應，身份於世上消失而被眾人遺忘（平行時空），最後與袁崇煥（雲大軍）、郭倩（汪以珊）、李進忠／魏忠賢（李小冬）交代決定重返明朝改變歷史 參見鳳鳴居、天朝飲食集團 |
| 何廣沛 | 李進忠／魏忠賢／李小冬 | 小冬、小冬師傅、廚神、三弟（袁崇煥、左光斗專稱）、小李子 明朝尚膳監小太監 一直對朱常洛忠心耿耿 袁崇煥（雲大軍）、左光斗（馮一波）之結拜三弟，於第32集反目，但最後和好 被方惠玲利用假扮成為男友來利誘自己留在鳳鳴居，後因自己的太監身份，不想辜負她的心意而提出分手，但依然被她暗戀，但對方惠玲依然有好感，於第28集被其發現自己太監身份後，方惠玲向其表明認為不覺得大家可以成為朋友而傷心慾絕，後於第30集復合 朱家軒之師父 視魏忠賢為天敵，後於第25集從家書中得知自己為魏忠賢，並企圖隱瞞袁崇煥（雲大軍）、左光斗（馮一波）以阻止他們重返明朝 張誠之天敵，因自己真正身份被他得知而被他利用 卓華之天敵，並被他陷害 吳笑霞之前下屬 於第1集護送郭倩（汪以珊）進京期間被張誠追殺而躲進霧林，後因九轉曼陀玉佩，在離開霧林後間接穿越到現代佛山影城（2017年），其後化名李小冬 於第2-3集為臨時演員 於第4集成為鳳鳴居酒樓主廚 於第21集得知汪以珊的真正身份為郭倩 於第25集（2018年）短暫成為夜總會男郎，後辭職 於第27集與袁崇煥（雲大軍）、左光斗（馮一波）、方惠芝、方天、溫偉泰合謀把張誠灌醉，並用鐵鏈把他禁錮 於第30集企圖自殺不遂 於第32集（2019年）因張誠替自己立碑導致明朝歷史改寫引發蝴蝶效應，身份於世上消失而被眾人遺忘（平行時空），最後與袁崇煥（雲大軍）、左光斗（馮一波）、郭倩（汪以珊）交代決定重返明朝改變歷史 參見鳳鳴居、天朝飲食集團 |
| 鄭子誠 | 張 誠                  | 大總管、誠哥／死太監（卓華專稱） 明朝宦官／東廠總管掌管內廠 與朱常洛不和，後控制及利用他 一直渴望「玉莖重生」，並把所有方術之士囚禁以利用他們製丹煉藥，亦因此曾被袁崇煥（雲大軍）利用（第24集） 小翠之情人 袁崇煥（雲大軍）之天敵，並追殺他 左光斗（馮一波）、郭倩（汪以珊）之天敵，並被他們利用 李進忠／魏忠賢（李小冬）之天敵，因得知他真正身份為魏忠賢而利用他 武功在袁崇煥之上，絕招：太極陰拳 於第1集與刺客伏擊郭倩（汪以珊）、袁崇煥（雲大軍）、左光斗（馮一波）、李進忠／魏忠賢（李小冬） 於第24集誣陷袁崇煥（雲大軍）企圖造反，並與他發生打鬥而雙雙墮進水池裏 於第25集因月蝕而穿越到現代香港（2018年） 於第27集被袁崇煥（雲大軍）、左光斗（馮一波）、李進忠／魏忠賢（李小冬）、方惠芝、方天、溫偉泰合謀灌醉，並被他們用鐵鏈禁錮 於第29集被汪以珊指使殺害卓華不遂，後被他收買並與他勾結 於第30集被卓華指使殺害朱家軒不遂 於第31集被左光斗（馮一波）及方惠芝用僞造歷史書欺騙相信卓華為能幫助自己「玉莖重生」的太監卓華子及引誘返回明朝，並與卓華反目及威逼他跟自己回明朝，最後與卓華被汪以珊及方惠芝用九轉曼陀玉佩送回明朝 於第32集替袁崇煥（雲大軍）、左光斗（馮一波）、李進忠／魏忠賢（李小冬）、郭倩（汪以珊）立碑而改變明朝歷史並令四人被衆人遺忘（平行時空） 絕招：太極陰拳 |
| 徐 榮  | 卓 華                  | Samuel、姓卓嘅、賤精（方/溫氏一家及袁崇煥、左光斗、李進忠／魏忠賢專稱）、卓兄／華仔（張誠專稱） 於第31集因被左光斗（馮一波）及方惠芝用僞造歷史書欺騙張誠相信自己為能幫助他「玉莖重生」的太監卓華子而被他威逼帶回明朝，最後與張誠被汪以珊及方惠芝用九轉曼陀玉佩送回明朝，即將被閹割成為太監 參見天朝飲食集團 |

### 方家／溫家
| 演員           | 角色   | 暱稱／關係 |
| 姜大衛         | 方 天  | 老爺（袁崇煥、左光斗、李進忠／魏忠賢專稱）、軟飯王（朱國豐專稱） 方玉芬之兄 溫雪蓮之夫 方惠芝、方惠玲、方惠琪之父 溫偉泰之姐夫，並經常不滿他 余綺虹之姑爺 朱國豐之競爭對手，與其針鋒相對，最後和好 於第16集得知雲大軍、馮一波、李小冬從明朝穿越到現代及他們的真正身份分別為袁崇煥、左光斗、李進忠 於第27集與袁崇煥（雲大軍）、左光斗（馮一波）、李進忠／魏忠賢（李小冬）、方惠芝、溫偉泰合謀把張誠灌醉 於第32集（2019年）因明朝歷史改寫引發蝴蝶效應影響導致不認識袁崇煥（雲大軍）、左光斗（馮一波）、李進忠／魏忠賢（李小冬）、郭倩（汪以珊）（平行時空），並在多年前中風而半身不遂，臉部癱瘓 朱家軒之岳父（於另一平行時空） 朱國豐之親家父（於另一平行時空） 郭鳳嬌之繼親家父（於另一平行時空） 參見鳳鳴居 |
| 黃穎君         | 溫雪蓮 | 溫偉泰之亡姊 方天之亡妻 方惠芝、方惠玲、方惠琪之亡母 方玉芬之亡嫂 余綺虹之亡姑奶 朱家軒之亡岳母（於另一平行時空） 朱國豐之亡親家母（於另一平行時空） 郭鳳嬌之亡繼親家母（於另一平行時空） 參見鳳鳴居 |
| 蓋世寶         | 方玉芬 | 阿芬、芬姐、姑奶奶（袁崇煥、左光斗、李進忠／魏忠賢專稱） 方天之妹 方惠芝、方惠玲、方惠琪之姑姐 溫雪蓮之姑仔 曾與溫偉泰、余綺虹不和 於第32集（2019年）因明朝歷史改寫引發蝴蝶效應影響導致不認識袁崇煥（雲大軍）、左光斗（馮一波）、李進忠／魏忠賢（李小冬）、郭倩（汪以珊）（平行時空），性格变得攻于心计、贪慕虚荣 朱家軒之姑岳母（於另一平行時空） 參見鳳鳴居 |
| 韋家雄         | 溫偉泰 | 舅老爺（袁崇煥、左光斗、李進忠／魏忠賢專稱） 溫雪蓮之弟 方天之舅仔，並經常被他針對 方惠芝、方惠玲、方惠琪之舅父 余綺虹之夫 曾與方玉芬不和 曾被卓華利用，最後反目 於第16集得知雲大軍、馮一波、李小冬從明朝穿越到現代及他們的真正身份分別為袁崇煥、左光斗、李進忠 於第27集與袁崇煥（雲大軍）、左光斗（馮一波）、李進忠／魏忠賢（李小冬）、方惠芝、方天合謀把張誠灌醉 於第32集（2019年）因明朝歷史改寫引發蝴蝶效應影響導致不認識袁崇煥（雲大軍）、左光斗（馮一波）、李進忠／魏忠賢（李小冬）、郭倩（汪以珊）（平行時空），並禿頭 朱家軒之舅岳父（於另一平行時空） 參見鳳鳴居 |
| 簡慕華         | 余綺虹 | 舅奶奶（袁崇煥、左光斗、李進忠／魏忠賢專稱） 溫偉泰之妻 温雪蓮之弟婦 方天之舅弟婦 方惠芝、方惠玲、方惠琪之舅母 曾與方玉芬不和 於第32集（2019年）因明朝歷史改寫引發蝴蝶效應影響導致不認識袁崇煥（雲大軍）、左光斗（馮一波）、李進忠／魏忠賢（李小冬）、郭倩（汪以珊）（平行時空），並懷孕 朱家軒之舅岳母（於另一平行時空） 參見鳳鳴居 |
| 鄭可琳（童年） | 方惠芝 | 大妹、Jackie、大小姐（袁崇煥、左光斗、李進忠／魏忠賢專稱）、大姐（方惠玲、方惠琪、朱家軒、朱家瑤專稱）、芝姐（郭倩專稱） 方天、溫雪蓮之長女 方惠玲、方惠琪之大姊 方玉芬之姪女 溫偉泰、余綺虹之外甥女 袁崇煥（雲大軍）之鬥氣冤家，其後互相暗戀（雙方都不知情） 郭倩（汪以珊）之好友（第17集起） 卓華之天敵，並被他陷害 於第4集聘請及收留袁崇煥（雲大軍）、左光斗（馮一波）、李進忠／魏忠賢（李小冬） 於第7集得知雲大軍、馮一波、李小冬從明朝穿越到現代及他們的真正身份分別為袁崇煥、左光斗、李進忠 於第17集識穿汪以珊的真正身份為郭倩 於第21集被朱國豐委任為天朝飲食集團主席 於第24集被卓華用袁崇煥（雲大軍）的下落欺騙而辭去天朝飲食集團主席的職位 於第27集與袁崇煥（雲大軍）、左光斗（馮一波）、李進忠／魏忠賢（李小冬）、方天、溫偉泰合謀把張誠灌醉，其後得知郭倩（汪以珊）擁有能穿越過去及未來的九轉曼陀玉佩 於第31集與左光斗（馮一波）僞造歷史書欺騙張誠帶卓華返回明朝，後與郭倩（汪以珊）用九轉曼陀玉佩把張誠及卓華送回明朝 於第32集（2019年）因明朝歷史改寫引發蝴蝶效應影響導致不認識袁崇煥（雲大軍）、左光斗（馮一波）、李進忠／魏忠賢（李小冬）、郭倩（汪以珊）（平行時空），並成為售貨員 朱家軒之大姨子（於另一平行時空） 參見鳳鳴居、天朝飲食集團 |
| 田蕊妮         | 方惠芝 | 大妹、Jackie、大小姐（袁崇煥、左光斗、李進忠／魏忠賢專稱）、大姐（方惠玲、方惠琪、朱家軒、朱家瑤專稱）、芝姐（郭倩專稱） 方天、溫雪蓮之長女 方惠玲、方惠琪之大姊 方玉芬之姪女 溫偉泰、余綺虹之外甥女 袁崇煥（雲大軍）之鬥氣冤家，其後互相暗戀（雙方都不知情） 郭倩（汪以珊）之好友（第17集起） 卓華之天敵，並被他陷害 於第4集聘請及收留袁崇煥（雲大軍）、左光斗（馮一波）、李進忠／魏忠賢（李小冬） 於第7集得知雲大軍、馮一波、李小冬從明朝穿越到現代及他們的真正身份分別為袁崇煥、左光斗、李進忠 於第17集識穿汪以珊的真正身份為郭倩 於第21集被朱國豐委任為天朝飲食集團主席 於第24集被卓華用袁崇煥（雲大軍）的下落欺騙而辭去天朝飲食集團主席的職位 於第27集與袁崇煥（雲大軍）、左光斗（馮一波）、李進忠／魏忠賢（李小冬）、方天、溫偉泰合謀把張誠灌醉，其後得知郭倩（汪以珊）擁有能穿越過去及未來的九轉曼陀玉佩 於第31集與左光斗（馮一波）僞造歷史書欺騙張誠帶卓華返回明朝，後與郭倩（汪以珊）用九轉曼陀玉佩把張誠及卓華送回明朝 於第32集（2019年）因明朝歷史改寫引發蝴蝶效應影響導致不認識袁崇煥（雲大軍）、左光斗（馮一波）、李進忠／魏忠賢（李小冬）、郭倩（汪以珊）（平行時空），並成為售貨員 朱家軒之大姨子（於另一平行時空） 參見鳳鳴居、天朝飲食集團 |
| 陳偲穎（童年） | 方惠玲 | Catherine、Cat、二妹、二小姐（袁崇煥、左光斗、李進忠／魏忠賢專稱）、BB（李進忠／魏忠賢專稱）、二姐（方惠琪、朱家軒、朱家瑤專稱） 方天、溫雪蓮之次女 方惠芝之二妹 方惠琪之二姊 方玉芬之姪女 溫偉泰、余綺虹之外甥女 利用李進忠／魏忠賢/李小冬假扮成為其女友來利誘他留在鳳鳴居，後來小冬因自己的太監身份，不想辜負惠玲的心意而提出分手，但依然暗戀他，同時小冬對自己依然有好感，但於第28集發現其太監身份而向其表明不認為大家能繼續做朋友而令其傷心欲絕，於第30集發現自己真正愛上了李小冬，不再介意他的太監身份，最後復合 曾暗戀袁崇煥 於第28集得知李進忠／魏忠賢不能人道，並從方惠芝口中得知袁崇煥（雲大軍）、左光斗（馮一波）、李進忠／魏忠賢（李小冬）來歷而與李進忠／魏忠賢（李小冬）反目，最後和好 於第32集（2019年）升職為天朝飲食集團副主席，後因明朝歷史改寫引發蝴蝶效應影響導致不認識袁崇煥（雲大軍）、左光斗（馮一波）、李進忠／魏忠賢（李小冬）、郭倩（汪以珊）（平行時空），並成為朱家軒之妻，育有一子一女，亦經常與朱家軒吵架 朱国丰之媳婦（於另一平行時空） 郭鳳嬌之繼媳婦（於另一平行時空） 朱家瑤、朱家宝之大嫂（於另一平行時空） 卓華之表弟婦（於另一平行時空） 參見天朝飲食集團                                                               |
| 朱晨麗         | 方惠玲 | Catherine、Cat、二妹、二小姐（袁崇煥、左光斗、李進忠／魏忠賢專稱）、BB（李進忠／魏忠賢專稱）、二姐（方惠琪、朱家軒、朱家瑤專稱） 方天、溫雪蓮之次女 方惠芝之二妹 方惠琪之二姊 方玉芬之姪女 溫偉泰、余綺虹之外甥女 利用李進忠／魏忠賢/李小冬假扮成為其女友來利誘他留在鳳鳴居，後來小冬因自己的太監身份，不想辜負惠玲的心意而提出分手，但依然暗戀他，同時小冬對自己依然有好感，但於第28集發現其太監身份而向其表明不認為大家能繼續做朋友而令其傷心欲絕，於第30集發現自己真正愛上了李小冬，不再介意他的太監身份，最後復合 曾暗戀袁崇煥 於第28集得知李進忠／魏忠賢不能人道，並從方惠芝口中得知袁崇煥（雲大軍）、左光斗（馮一波）、李進忠／魏忠賢（李小冬）來歷而與李進忠／魏忠賢（李小冬）反目，最後和好 於第32集（2019年）升職為天朝飲食集團副主席，後因明朝歷史改寫引發蝴蝶效應影響導致不認識袁崇煥（雲大軍）、左光斗（馮一波）、李進忠／魏忠賢（李小冬）、郭倩（汪以珊）（平行時空），並成為朱家軒之妻，育有一子一女，亦經常與朱家軒吵架 朱国丰之媳婦（於另一平行時空） 郭鳳嬌之繼媳婦（於另一平行時空） 朱家瑤、朱家宝之大嫂（於另一平行時空） 卓華之表弟婦（於另一平行時空） 參見天朝飲食集團                                                               |
| 黃巧兒（童年） | 方惠琪 | 三妹、三小姐（袁崇煥、左光斗、李進忠／魏忠賢專稱） 方天、溫雪蓮之三女 方惠芝、方惠玲之三妹 方玉芬之姪女 溫偉泰、余綺虹之外甥女 於第32集（2019年）因明朝歷史改寫引發蝴蝶效應影響導致不認識袁崇煥（雲大軍）、左光斗（馮一波）、李進忠／魏忠賢（李小冬）、郭倩（汪以珊）（平行時空），並因中學還未畢業而誤入歧途，成為丁孝之女友 朱家軒之姨仔（於另一平行時空） |
| 陳偉琪         | 方惠琪 | 三妹、三小姐（袁崇煥、左光斗、李進忠／魏忠賢專稱） 方天、溫雪蓮之三女 方惠芝、方惠玲之三妹 方玉芬之姪女 溫偉泰、余綺虹之外甥女 於第32集（2019年）因明朝歷史改寫引發蝴蝶效應影響導致不認識袁崇煥（雲大軍）、左光斗（馮一波）、李進忠／魏忠賢（李小冬）、郭倩（汪以珊）（平行時空），並因中學還未畢業而誤入歧途，成為丁孝之女友 朱家軒之姨仔（於另一平行時空） |

### 朱家
| 演員           | 角色   | 暱稱／關係 |
| 李國麟         | 朱國豐 | 豐叔、大富貴（方天專稱）、朱老爺（袁崇煥、左光斗、李進忠／魏忠賢專稱） 郭鳳嬌之夫，曾被她陷害，最後和好 朱家軒、朱家瑤、朱家寶之父 卓華之姨丈，被他陷害，最後反目 方天之競爭對手，與他針鋒相對，最後和好 於第20集被卓華陷害賄賂電視台高層而被廉政公署拘捕及調查，最後自首 於第21集被交代入獄三年 方惠玲之家翁（於另一平行時空） 方天、温雪蓮之親家父（於另一平行時空） 參見天朝飲食集團、鳳鳴居 |
| 姚嘉妮         | 郭鳳嬌 | Gillian、嬌姨、嬌姐、朱夫人（袁崇煥、左光斗、李進忠／魏忠賢專稱） 朱國豐之第二任妻子，曾陷害他，最後和好 朱家軒、朱家瑤之繼母，曾陷害朱家軒，最後和好 朱家寶之母 卓華之姻伯母兼天敵，曾與他合作陷害朱國豐、朱家軒、方家／溫家，但最後因朱國豐被卓華陷害入獄而與他反目 方惠玲之繼家婆（於另一平行時空） 方天、温雪蓮之繼親家母（於另一平行時空） 參見天朝飲食集團、鳳鳴居 |
| 陳學文（童年） | 朱家軒 | Ivan、朱公子（袁崇煥、左光斗專稱，李進忠／魏忠賢曾專稱）、軒仔（方惠芝、方惠玲專稱）、徒弟仔（李進忠／魏忠賢專稱） 朱國豐之長子 郭鳳嬌之繼子，曾被她陷害，最後和好 朱家瑤之兄 朱家寶同父異母之兄 卓華之表弟，最後反目 汪以珊之男友，實為被利用（自己一廂情願），最後和平分手 李進忠／魏忠賢之徒弟 於第21集成為天朝飲食集團副主席 於第26集得知李進忠／魏忠賢不能人道 於第31集成為天朝飲食集團主席 於第32集（2019年）因明朝歷史改寫引發蝴蝶效應影響導致不認識袁崇煥（雲大軍）、左光斗（馮一波）、李進忠／魏忠賢（李小冬）、郭倩（汪以珊）（平行時空），並成為的士司機及方惠玲之夫，與她育有一子一女，亦有外遇而經常與她吵架 方天、温雪蓮之女婿（於另一平行時空） 方玉芬之侄女婿（於另一平行時空） 温偉泰、余綺虹之外甥女婿（於另一平行時空） 方惠芝之妹夫（於另一平行時空） 方惠琪之姐夫（於另一平行時空） 參見天朝飲食集團、鳳鳴居 |
| 吳業坤         | 朱家軒 | Ivan、朱公子（袁崇煥、左光斗專稱，李進忠／魏忠賢曾專稱）、軒仔（方惠芝、方惠玲專稱）、徒弟仔（李進忠／魏忠賢專稱） 朱國豐之長子 郭鳳嬌之繼子，曾被她陷害，最後和好 朱家瑤之兄 朱家寶同父異母之兄 卓華之表弟，最後反目 汪以珊之男友，實為被利用（自己一廂情願），最後和平分手 李進忠／魏忠賢之徒弟 於第21集成為天朝飲食集團副主席 於第26集得知李進忠／魏忠賢不能人道 於第31集成為天朝飲食集團主席 於第32集（2019年）因明朝歷史改寫引發蝴蝶效應影響導致不認識袁崇煥（雲大軍）、左光斗（馮一波）、李進忠／魏忠賢（李小冬）、郭倩（汪以珊）（平行時空），並成為的士司機及方惠玲之夫，與她育有一子一女，亦有外遇而經常與她吵架 方天、温雪蓮之女婿（於另一平行時空） 方玉芬之侄女婿（於另一平行時空） 温偉泰、余綺虹之外甥女婿（於另一平行時空） 方惠芝之妹夫（於另一平行時空） 方惠琪之姐夫（於另一平行時空） 參見天朝飲食集團、鳳鳴居 |
| 鄧佩儀         | 朱家瑤 | 瑤瑤、朱二小姐（袁崇煥、左光斗、李進忠／魏忠賢專稱） 朱國豐之次女 郭鳳嬌之繼女 朱家軒之妹 朱家寶同父異母之姊 卓華之表妹，最後反目 於第18集登場 於第21集成為天朝飲食集團助理主席 方惠玲之姑仔（於另一平行時空） 參見天朝飲食集團 |
| 鄭耀軒         | 朱家寶 | 家寶 朱國豐、郭鳳嬌之幼子 朱家軒、朱家瑤同父異母之弟 卓華之繼表弟 方惠玲之叔仔（於另一平行時空） |
| 黃梓瑋         |        | 朱家工人 |

### 鳳鳴居
- 創辦人為方惠芝之外公
- 原為酒樓（2017年），但因李進忠／魏忠賢辭職而轉為火鍋店（2018年），後於2019年1月重開
- 於第32集（2019年）因明朝歷史改寫（平行時空）而變成為快將倒閉

| 演員   | 角色                   | 暱稱／關係 |
| 姜大衛 | 方 天                  | 老爺（袁崇煥、左光斗、李進忠／魏忠賢專稱）、軟飯王（朱國豐專稱） 老闆 參見方家／溫家 |
| 田蕊妮 | 方惠芝                 | 大妹、Jackie、大小姐（袁崇煥、左光斗、李進忠／魏忠賢專稱）、大姐（方惠玲、方惠琪、朱家軒、朱家瑤專稱）、芝姐（汪以珊專稱） 老闆兼第三代傳人 參見方家／溫家、天朝飲食集團 |
| 蕭正楠 | 袁崇煥／雲大軍         | 大軍、大哥（左光斗、李進忠／魏忠賢專稱） 樓面，於第21集（2017年）成為天朝集團保安總監（方惠芝上任後），其後於第25集（2018年）交代已被卓華革職，最後於第32集（2019年）復職為樓面 參見穿越時空者、天朝飲食集團                                                                                                  |
| 曹永廉 | 左光斗／馮一波         | 阿波、二弟（袁崇煥專稱）、二哥（李進忠／魏忠賢專稱） 樓面，於第21集（2017年）成為天朝集團主席祕書（方惠芝上任後），其後於第25集（2018年）成為天朝集團行政總裁 參見穿越時空者、天朝飲食集團 |
| 何廣沛 | 李進忠／魏忠賢／李小冬 | 小冬、小冬師傅、廚神、三弟（袁崇煥、左光斗專稱）、小李子 主廚，於第21集（2017年）成為天朝集團總廚（方惠芝上任後），其後於第25集（2018年）交代因失去味覺而辭職，最後於第26集（2018年）復職為主廚 參見穿越時空者、天朝飲食集團                                                                                  |
| 韋家雄 | 溫偉泰                 | 舅老爺（袁崇煥、左光斗、李進忠／魏忠賢專稱） 店員／創業者之子／第二代傳人之弟 參見方家／溫家 |
| 簡慕華 | 余綺虹                 | 舅奶奶（袁崇煥、左光斗、李進忠／魏忠賢專稱） 店員／創業者之媳 參見方家／溫家 |
| 蓋世寶 | 方玉芬                 | 阿芬、芬姐、姑奶奶（袁崇煥、左光斗、李進忠／魏忠賢專稱） 店員，負責管賬 參見方家／溫家 |
| 吳業坤 | 朱家軒                 | Ivan、朱公子（袁崇煥、左光斗、李進忠／魏忠賢專稱）、軒仔（方惠芝、方惠玲專稱）、徒弟仔（李進忠／魏忠賢專稱） 李進忠之徒弟，曾短暫代替其主廚之位 參見朱家 |
| 李國麟 | 朱國豐                 | 豐叔、大富貴（方天專稱）、朱老爺（袁崇煥、左光斗、李進忠／魏忠賢專稱） 前店員 |
| 姚嘉妮 | 朱郭鳳嬌               | Gillian、嬌姨、嬌姐、朱夫人（袁崇煥、左光斗、李進忠／魏忠賢專稱） 前店員 |
| 蔡國慶 | 劉 亮                  | 亮叔 主廚 患有反復老人痴呆症 經常扮演不同角色，曾經指自己是楊過 於第16集向袁崇煥（雲大軍）、左光斗（馮一波）、李進忠／魏忠賢（李小冬）自稱從東漢末年穿越到約1970年代或1987年香港（劇中描述前後矛盾），並自稱為來自三國時代的諸葛亮 於第18集自稱嘗試穿越回三國時代不遂，並在渠道暈倒而被送入院，最後交代已出院 |
| 莫家淦 | 排骨仔                 | 樓面，於第25集（2018年）因從酒樓轉為火鍋店而被解僱，其後於第32集（2019年）復職，但因明朝歷史改寫（平行時空）導致鳳鳴居快將倒閉而被解僱 |
| 陳勉良 | 文武叔                 | 樓面，於第25集（2018年）因從酒樓轉為火鍋店而被解僱，其後於第32集（2019年）復職，但因明朝歷史改寫（平行時空）導致鳳鳴居快將倒閉而被解僱 |
| 李啟傑 | 滿 哥                  | 樓面，於第25集（2018年）因從酒樓轉為火鍋店而被解僱，其後於第32集（2019年）復職，但因明朝歷史改寫（平行時空）導致鳳鳴居快將倒閉而被解僱 |
| 陳狄克 | 貴 哥                  | 樓面，於第25集（2018年）因從酒樓轉為火鍋店而被解僱，其後於第32集（2019年）復職，但因明朝歷史改寫（平行時空）導致鳳鳴居快將倒閉而被解僱 |
| 曾慧雲 | 麗 姐                  | 樓面，於第25集（2018年）因從酒樓轉為火鍋店而被解僱，其後於第32集（2019年）復職，但因明朝歷史改寫（平行時空）導致鳳鳴居快將倒閉而被解僱 |
| 曾健明 | 堅 哥                  | 廚師，於第25集（2018年）因從酒樓轉為火鍋店而被解僱，其後於第32集（2019年）復職，但因明朝歷史改寫（平行時空）導致鳳鳴居快將倒閉而被解僱 |
| 盧偉文 | 權 哥                  | 廚師，於第25集（2018年）因從酒樓轉為火鍋店而被解僱，其後於第32集（2019年）復職，但因明朝歷史改寫（平行時空）導致鳳鳴居快將倒閉而被解僱 |
| 嘉 駿  | 阿 富                  | 廚師，於第25集（2018年）因從酒樓轉為火鍋店而被解僱，其後於第32集（2019年）復職，但因明朝歷史改寫（平行時空）導致鳳鳴居快將倒閉而被解僱 |
| 江富強 | 阿 國                  | 廚師，於第25集（2018年）因從酒樓轉為火鍋店而被解僱，其後於第32集（2019年）復職，但因明朝歷史改寫（平行時空）導致鳳鳴居快將倒閉而被解僱 |
| 馮子森 | 阿 邦                  | 廚師，於第25集（2018年）因從酒樓轉為火鍋店而被解僱，其後於第32集（2019年）復職，但因明朝歷史改寫（平行時空）導致鳳鳴居快將倒閉而被解僱 |
| 王德基 | 阿 琛                  | 廚師，於第25集（2018年）因從酒樓轉為火鍋店而被解僱，其後於第32集（2019年）復職，但因明朝歷史改寫（平行時空）導致鳳鳴居快將倒閉而被解僱 |

### 天朝飲食集團
| 演員   | 角色                   | 暱稱／關係 |
| 李國麟 | 朱國豐                 | 豐叔、大富貴（方天專稱）、朱老爺（袁崇煥、左光斗、李進忠／魏忠賢專稱） 主席，於第21集辭職 參見朱家、鳳鳴居 |
| 田蕊妮 | 方惠芝                 | 大妹、Jackie、大小姐（袁崇煥、左光斗、李進忠／魏忠賢專稱）、大姐（方惠玲、方惠琪、朱家軒、朱家瑤專稱）、芝姐（郭倩專稱） 於第21集被朱國豐委派接任主席 於第24集被卓華用袁崇煥（雲大軍）的下落欺騙而辭去主席職位 參見方家／溫家、鳳鳴居 |
| 曹永廉 | 左光斗／馮一波         | 阿波、二弟（袁崇煥專稱）、二哥（李進忠／魏忠賢專稱） 於第21集成為方惠芝的私人助理，後於第25集（2018年）交代成為集團行政總裁（實為被卓華用撤銷對袁崇煥（雲大軍）企圖殺害他的控告迫使自己留下來及被他利用） 曾被卓華威脅退出天朝飲食集團 參見穿越時空者、鳳鳴居 |
| 姚嘉妮 | 郭鳳嬌                 | Gillian、嬌姨、嬌姐、朱夫人（袁崇煥、左光斗、李進忠／魏忠賢專稱） 副主席，於第25集（2018年）交代已卓華與左光斗（馮一波）合謀踢出董事局 曾企圖爭奪主席之位，後因朱國豐入獄而放棄，並開始對付卓華 參見朱家、鳳鳴居 |
| 吳業坤 | 朱家軒                 | Ivan、朱公子（袁崇煥、左光斗、李進忠／魏忠賢專稱）、軒仔（方惠芝、方惠玲專稱）、徒弟仔（李進忠／魏忠賢專稱） 接班人，於第21集成為副主席 於第31集成為主席 參見朱家、鳳鳴居 |
| 鄧佩儀 | 朱家瑤                 | 瑤瑤、朱二小姐（袁崇煥、左光斗、李進忠／魏忠賢專稱） 於第21集成為助理主席 參見朱家 |
| 徐 榮  | 卓 華                  | Samuel、姓卓嘅、賤精（方/溫氏一家及袁崇煥、左光斗、李進忠／魏忠賢專稱）、卓兄／華仔（張誠專稱） 行政總裁，後於第25集（2018年）成為主席，最後於第31集自動被革職 朱國豐之姨甥，並不滿他為人及圖謀侵呑天朝集圑，後陷害他，最後反目 郭鳳嬌之姻侄兒兼天敵，曾與她合作陷害朱國豐、朱家軒、方家／溫家，但其後因陷害朱國豐入獄而與她反目 朱家軒、朱家瑤之表哥，最後反目 朱家寳之繼表哥 方/溫氏一家、袁崇煥（雲大軍）、左光斗（馮一波）、李進忠／魏忠賢（李小冬）之天敵，並陷害他們 與郭倩（汪以珊）互相利用，最後反目 曾威脅袁崇煥（雲大軍）、左光斗（馮一波）、李進忠／魏忠賢（李小冬）退出天朝飲食集團 於第22集得知雲大軍、馮一波、李小冬從明朝穿越到現代及他們的真正身份分別為袁崇煥、左光斗、李進忠 於第23集被袁崇煥（雲大軍）打斷右手，並向警方冤枉他企圖殺害自己，其後發生車禍而昏迷，最後康復 於第24集欺騙方惠芝自己得知袁崇煥（雲大軍）的下落，並間接令她辭職 於第25集（2018年）交代迫左光斗（馮一波）、李進忠／魏忠賢（李小冬）留下天朝飲食集團被自己利用，並用撤銷對袁崇煥（雲大軍）企圖殺害自己的控告以作交換 於第28集得知左光斗（馮一波）欲收買楊總對付自己而企圖反收買楊總不遂，其後指使保鑣把左光斗（馮一波）推下樓至重傷 於第29集被汪以珊指使的張誠殺害不遂，後收買他並與他勾結 於第30集指使張誠殺害朱家軒不遂 於第31集因被左光斗（馮一波）及方惠芝用僞造歷史書欺騙張誠相信自己能為幫助他「玉莖重生」的太監卓華子而被他威逼帶回明朝，最後與張誠被汪以珊及方惠芝用九轉曼陀玉佩送回明朝，即將被閹割成為太監 方惠玲之表伯子（於平行時空） 參見穿越時空者 |
| 朱晨麗 | 方惠玲                 | Catherine、Cat、二妹、二小姐（袁崇煥、左光斗、李進忠／魏忠賢專稱）、BB（李進忠／魏忠賢專稱）、二姐（方惠琪、朱家軒、朱家瑤專稱） 天朝飲食集團市場部主任，後於第32集（2019年）成為副主席 參見方家／溫家 |
| 蕭正楠 | 袁崇煥／雲大軍         | 大軍、大哥（左光斗、李進忠／魏忠賢專稱） 於第21集成為保安總監 於第25集（2018年）交代已被卓華革職 曾被卓華威脅退出天朝飲食集團 參見穿越時空者、鳳鳴居 |
| 何廣沛 | 李進忠／魏忠賢／李小冬 | 小冬、小冬師傅、廚神、三弟（袁崇煥、左光斗專稱）、小李子 於第21集成為總廚 於第25集（2018年）交代被卓華用撤銷對袁崇煥（雲大軍）企圖殺害他的控告迫使自己留下來及被他利用，因失去味覺而辭職 曾被卓華威脅退出天朝飲食集團 參見穿越時空者、鳳鳴居 |
| 張本立 | 楊 總                  | 世龍集團主席，於第28集入股天朝集圑 朱國豐之生意夥伴，並暗中協助他對付卓華 於第28集被卓華收買不遂 |
| 楊證樺 |                        | 高層 |
| 沈可欣 |                        | 高層 |
| 何俊軒 |                        | 高層 |
| 溫裕紅 |                        | 高層 |
| 洋     | Charles                | 董事 |
| 陳榮峻 | 徐 生                  | 董事 |
| 李海生 | KK                     | 董事 |
| 陳嘉嘉 | Cindy                  | 秘書 |
| 阮 兒  | 徐 靜                  | Zita 卓華之私人助理 曾被卓華指使勾引李進忠／魏忠賢（李小冬） |
| 李 岡  |                        | 大廚 |
| 區軒偉 | 龍師傅                 | 行政總廚 於第9集被卓華解僱 |
| 朱滙林 | 陳律師                 | 法律顧問（第13、25集） |

### 君濤娛樂
| 演員     | 角色          | 暱稱／關係 |
| 李家聲   | 林得利        | Terry 汪以珊、謝芯兒之經理人 諧音：能得利                                                                                                  |
| 王君馨   | 郭 倩／汪以珊 | Sandy、汪姑娘／太子妃（袁崇煥、左光斗、李進忠／魏忠賢專稱）、以珊 電影明星 謝芯兒之競爭對手，表面上被她仰慕，但暗中被她欺負 參見穿越時空者 |
| 歐陽巧瑩 | 謝芯兒        | Baby 電影明星 汪以珊之競爭對手，表面上仰慕她，但暗中欺負她 May、姚善詩之前上司                                                             |
| 周麗欣   | 姚善詩        | Ceci 汪以珊之助手，一直心繫她 謝芯兒之前助手                                                                                               |
| 曾琬莎   | May           | 謝芯兒之前助手 |
| 霍健邦   | 賢            | 司機 |

### 其他演員
| 演員   | 角色   | 暱稱／關係 |
| 張彥博 | 朱常洛 | 太子 明朝太子 郭倩（汪以珊）之未婚夫，並不喜歡她 與張誠不和，後被他控制及利用 左光斗（馮一波）之情敵 重用袁崇煥（雲大軍）、左光斗（馮一波），後因他們失蹤而變成昏君，只顧著與其他妃子嬉戲                 |
| 楊詩敏 | 吳笑霞 | 霞姐、還珠格格（袁崇煥（雲大軍）、左光斗（馮一波）、李進忠／魏忠賢（李小冬）專稱） 臨時演員領班 袁崇煥（雲大軍）、左光斗（馮一波）、李進忠／魏忠賢（李小冬）之前上司 特別演出第1-4、7、22集               |
| 冼灝英 | 丁 孝  | 下山豹 忠青社老大 曾賞識袁崇煥 於第32集（2019年）因明朝歷史改寫引發蝴蝶效應影響成為方惠琪之男友 角色影射：丁孝蟹（大时代）                                                                                |
| 曾海昌 |        | 忠青社黑幫 丁孝之手下 |
| 譚坤倫 | 大 洪  | 忠青社黑幫 丁孝之手下 |
| 姚宏遠 | 細 鳳  | 忠青社黑幫 丁孝之手下 |
| 鄭嘉豪 |        | 忠青社黑幫 丁孝之手下 |
| 葉家泓 |        | 忠青社黑幫 丁孝之手下 |
| 施駿喆 | 文 迪  | 忠青社黑幫 丁孝之手下 |
| 蔣志光 |        | 佛山影城保安隊長（第1集） |
| 曾啟綸 | 馬導演 | 導演（第3集） |
| 林泳淘 |        | 主持（第5集） |
| 張俊平 | 鄭 總  | 廣東省政協（第7集） |
| 莫偉文 | 蔡 生  | 食評家（第7集） |
| 李 健  | 倪 生  | 食評家（第7集） |
| 鍾志光 |        | 馬評人（第14集） |
| 李漫芬 |        | 馬評人（第14集） |
| 朱樂洺 |        | 劇組助導（第14集） |
| 秦啟維 |        | 劇組導演（第14集） |
| 譚焯升 |        | 電視台助導（第14集） |
| 阮浩棕 |        | 電視台導演（第14集） |
| 陸浩明 |        | 主持（第15集） |
| 許家傑 | 劉世昌 | Wilson 「銀絲帶」亞太區總裁（第15集） |
| 簡淑兒 | 汪以珊 | 佛山臨時演員 郭倩（汪以珊）穿越到現代佛山影城後（2012年）認識的唯一好友 被郭倩（汪以珊）交代在五年前的臨時演員宿舍大火中被燒死，死後被郭倩（汪以珊）用掉自己的身份來繼續生活 在郭倩（汪以珊）的回憶中出現 |
| 布偉傑 | 湯瑪士 | 明朝傳教士（第24集） |
| 鄧英敏 | 關 雲  | 前護國法師，被張誠下獄（第24集） |
| 吳嘉儀 |        | 朱常洛之妃子(妾侍)（第4、6、23集） |
| 馮秀華 |        | 朱常洛之妃子(妾侍)（第4、6、23集） |
| 曹思詩 |        | 朱常洛之妃子(妾侍)（第4、6、23集） |
| 張雪瑩 |        | 朱常洛之妃子(妾侍)（第4、6、23集） |
| 潘卓明 | 劉順喜 | 尚膳監總管 李進忠之師父 |
| 利穎怡 |        | 女子（第25集） |
| 關偉倫 | 洪師傅 | （第25集） |
| 謝芷倫 |        | 女客人／妃子（第25集） |
| 尹詩沛 |        | 女客人／妃子（第25集） |
| 謝可逸 |        | 夜店男（第25集） |
| 吳偉豪 |        | 夜店男（第25集） |
| 范仲   |        | 夜店男（第25集） |
| 黃文意 |        | 新聞報導員（第25、29集） |
| 鄧永健 |        | 左光斗（馮一波）之主診醫生（第29集） |
| 司徒暉 |        | 卓華之手下 |
| 黃煒溏 |        | 卓華之手下 |
| 李偉健 |        | 卓華之手下 |
| 郭千瑜 |        | 天朝集團員工（第29集） |
| 梁茵   |        | 天朝集團員工（第29集） |
| 黎石山 |        | 士兵 |

## 劇情與現實之差異

### 世界歷史
備註：此劇已註明是虚構喜劇而非史劇，以下內容僅作為歷史參考。
各集出現之與史實不同處
- 第一集：

1. 一隊佛山劇組正在影城拍攝明朝崇禎年間一眾「逆賊」殺入明宮皇極殿的情景，其將領指「我哋衝入去，攞走大明狗皇帝嘅首級，今日就係明朝嘅滅亡之時」，周邊掛着清國軍旗；然而清兵攻入北京前，明朝末代皇帝朱由檢早已於煤山自殺，清兵理應將目標指向闖王李自成而非明朝；另外，如劇中清兵所指的為「南明」，也與史實不符，因為清兵入京時，南明政權尚未建立。
2. 劇中左光斗指要找「神宗皇帝」（即明神宗／萬曆帝），但神宗為萬曆帝死後的廟號，當時是萬曆二十九年（1601年），神宗尚未去世，左光斗不可能知道萬曆帝的廟號。
3. 當時袁崇煥、左光斗尚未進士當官，而非劇中已經任官。
4. 袁崇煥從未擔任過邊騎都尉，與劇中描述不同。
5. 明朝末年，太和殿應稱為皇極殿，直至1645年（順治二年）才更名為太和殿。
6. 劇中霞姐指「兩個國家（指明朝和後金／清朝）點解唔能夠和平共處呢？」，而三名主角也完全明白意思；但在萬曆二十九年（1601年）女真族尚未建國，並無「國家」之概念，且當時女真族甚至臣屬於明朝（至1616年，即萬曆四十四年，後金天命元年努爾哈赤才對明朝發動戰爭），兩族之間理應毫無軍事糾紛，完全無需談論有關所謂和平共處的問題。
7. 霞姐訛稱自己是滿洲公主還珠格格，但滿洲一詞源於清太宗皇太極於1636年（即明崇禎九年、清崇德元年）把女真改為滿洲，三名主角應不知何謂滿洲；且女真族尚未建國，也未建立皇室，自然沒有「格格」。

- 第二集：

1. 劇中提及三個男臣結拜要納投名狀，然而古人結義非以納投名狀，且此語出自《水滸》（《水滸傳》原作《水滸》），而《水滸》於明代被視為誨盜之作，劇中人物理應不會將當中被視為誨盜的情節付諸實行。
2. 劇中提及左光斗、李進忠分別生於萬曆三年（26歲）及六年（23歲），但事實上應分別是萬曆三年（26歲）及隆慶二年（33歲），二人輩分剛好相反。

- 第五集：李進忠被要求烹煮宮保雞丁，最後順利完成，然而此菜式相傳創於清光緒年間（1875-1908）。而此菜式所用的辣椒也是明朝末年才傳入中國，當時只作藥用及觀賞用，要待清朝乾隆年間才開始入饌，但劇中李進忠完全沒有對辣椒在現代的食用用途感到奇怪。

- 第六集：

1. 汪以珊提及滿洲，但滿洲一詞尚未出現（見上），所以來自1601年（萬曆二十九年）的三人應不知滿洲一名。
2. 劇中方惠琪在網上找到袁崇煥畫像（該畫像於第二十二集再次出現），其外貌竟與真正的袁崇煥非常相似；但袁崇煥在生時並無任何畫像，現時所有袁崇煥畫像都由後人所繪，其樣貌在現代已經完全失傳。

- 第八集：

1. 劇中袁崇煥指其與傳教士利瑪竇交流中西語文，袁崇煥教利瑪竇中文，但利瑪竇早在1581年（萬曆九年）已在澳門學會中文以及說粵語和北京話；且利瑪竇更教他英語，但根據歷史記載，利瑪竇雖懂得多國語言，但從未學過英語。
2. 另外，利瑪竇來華期間（1581年至1610年，即萬曆九年至三十八年），袁崇煥尚未中進士當官（1619年，即明萬曆四十七年），與劇中所述不符。

- 第九集：劇情提及左光斗在郭倩被選拔為太子妃之時成功中進士，不過實際上郭倩於1601年（萬曆二十九年）被選拔為太子妃，而左光斗則於1607年（萬曆三十五年）中進士。

- 第十五集：袁崇煥憶述他在明朝時與高麗交戰的情景，然而在袁崇煥生活的明朝末年（十六世紀末至十七世紀初），高麗國（918-1392，即後梁貞明四年至明洪武二十五年）已滅亡接近三百年。高麗亦於明朝初期時已更換政權，改國號為朝鮮。

- 第十七集：

1. 左光斗指清朝有十三個皇帝，然而清朝歷史上雖有十三個年號，但皇太極曾用兩個年號，而努爾哈赤亦未曾稱帝，所以清朝只有十一個皇帝；另一說指努爾哈赤也被後代追封為清帝，因此清朝有十二個皇帝。

- 第十八集：

1. 汪以珊指袁崇煥曾鎮守居庸關，然而袁崇煥從未鎮守過居庸關。
2. 汪以珊訛稱與左光斗發生了關係，左光斗隨即非常激動，指要對她「負責任」。然而，明朝女性地位極低，社會上根本沒有男方要為女方子女「負責任」的風氣。

- 第二十集：

1. 左光斗指「太祖皇帝」（即明太祖/洪武帝）於「殿前」「立」牌匾，上刻「宦官不得干政」，然而史實應為明太祖於「宮門前」「懸掛」一牌匾，上刻「內臣（包括宦官）不得干預政事，預者斬。」
2. 袁崇煥、左光斗、李進忠向温偉泰逼供，左光斗指要向他執行大明十大酷刑之一的「放天燈」，然而放天燈並不存在，更不是酷刑。真正的酷刑叫點天燈，為將犯人身上沾滿火油點燃的酷刑。

- 第二十二集：

1. 一名《明史》專家指袁崇煥在二十五歲時（即1609年，即明萬曆三十七年）晉升為六品帶刀侍衛，然而當時袁崇煥尚未中進士當官，也從未擔任過六品帶刀侍衛。
2. 該專家也指袁崇煥與時任太子朱常洛共同對抗司禮監張誠，然而袁崇煥未曾與朱常洛有過顯著聯繫，也未曾抵抗過張誠。
3. 該專家另外指東林黨的建立全因為要對抗閹黨成員張誠，然而東林黨的建立並非刻意，而是源於顧憲成等人的講學所召集的一批知識分子，逐漸擴大以形成東林黨的；而東林黨在政壇上的主要目的是掃除宦官之禍，並非針對張誠一人。
4. 根據劇中專家所述，野史曾記載袁崇煥、左光斗、李進忠三人於1601年（明萬曆二十九年）於「霧林」失蹤，而三年後又突然出現；第一，袁崇煥、左光斗乃明朝重臣，李進忠後來則成為大奸臣，若三人曾失蹤長達三年之久，正史上必有記載；第二，根據史實，此三人從未失蹤，劇中所指的失蹤只是為了合理化三人穿越到現代而虛構。

- 第二十三集：朱常洛因失去袁崇煥與左光斗之助力，開始沉迷酒色，使張誠更加囂張橫行，然而歷史上從未有過這樣的記載，加上其父萬曆帝不喜歡他，曾希望立其弟為太子，朱常洛實沒有這麼大的權柄。

- 第二十四集：

1. 明宮中出現一位名為湯瑪士（Thomas）的傳教士，他更隸屬太醫院，然而沒有一個明代在華傳教士名為湯瑪士。
2. 另外，該傳教士在眾大臣面前在太醫院為袁崇煥取出子彈，然而在古代，由於中國人的天朝世界觀，歐洲人在華的地位相當低，比中國百姓更低，紫禁城為平民禁地，洋人更加萬萬不可進入，更加不能為太醫院辦事，然而眾大臣不覺得有任何問題；而且，傳教士以傳教為畢生大業，雖然他們也會扶貧濟世，例如設立醫院或其他慈善機構，但絕不會在太醫院終身辦工。
3. 劇中該傳教士所穿着的西裝十分現代，然而在十七世紀初，西裝款式與現時甚為不同，當時的西裝領口位置繡着花邊，而現代西裝於十九世紀末（即清朝同治至光緒年間）才出現。
4. 劇中1603年（即萬曆三十一年）之時，張誠指翻查全國都找不到一個叫香港的城鎮，然而成書於1595年（萬曆二十三年）的《粵大記》已有關於香港的記載；雖然當時香港仍未發展，鮮為人知，但是劇中張誠指其派人翻查過全國各地大量資料，仍然未能找到。
5. 劇中欽天監預測於萬曆三十一年正月初八（即1603年2月18日）發生「天狗食月」（即月蝕），但是歷史上未有過這樣的記載。

- 第二十五集：根據李進忠之母的家書，其母因欠下賭債，迫於隠姓埋名，將其子的魏姓改為李姓，並指李進忠本名是魏忠賢。然而，李進忠自小姓魏直至入宮時才由魏四改名李進忠，並非由其母所改，且魏忠賢一名於1620年（明泰昌元年）才出現。

- 第二十八集：張誠指先帝（指明穆宗／隆慶帝）曾失蹤半年，此事全為虛構。

普遍出現之與史實不同處
- 劇中袁崇煥指明朝毀於宦官魏忠賢手上，更誓言要重返明朝殺死魏忠賢，但在魏忠賢專政時期，袁崇煥也為由其所結的閹黨的成員，更曾為魏忠賢立生祠，對其甚為支持。

- 劇中多人（包括互聯網資料）皆指郭倩於1601年（萬曆二十九年）進宮途中被閹黨擒殺並失蹤，但事實上郭倩成為太子妃直至1613年（萬曆四十一年）才逝世。

- 劇中明朝諸人常稱太子之妾室為太子妃嬪，而太子朱常洛也曾稱呼自己一位妾室為麗妃。但事實上，太子妻妾中只有正室為妃（即太子妃），其餘妾室按序之位號應為才人、選侍、淑女。

- 劇中袁崇煥經常使出地獄門的絕世武功「大海無量」（詳見中華英雄）；加上劇中袁崇煥指其與利瑪竇是好友，明代歐洲處於文藝復興時期，歐洲人積極探索各地知識，如利瑪竇曾見識這種神奇武功必然會加以記載，然而這種記載在世界各地從未出現過。

- 劇中指左光斗和郭倩是青梅竹馬，然而左光斗家鄉是南直隸桐城縣（今安徽省桐城市及枞阳县），郭倩家鄉則位於順天（今北京市）。

- 劇中袁崇煥對宦官之禍甚為憤恨，更曾殺魏姓閹人四十八，然而歷史上袁崇煥對宦官深表支持，更曾為閹黨成員。

- 劇中左光斗於1601年（明萬曆二十九年）已為東林黨六君子之一，然而東林黨尚未創建（約1604年，即萬曆三十二年）。

- 劇中汪以珊雙腳正常，然而明代婦女除開國皇帝朱元璋之妻孝慈高皇后馬氏等極少數為天足（不需要纏足）之外，不論富貧，自幼便要纏足。

- 劇中多次提及萬曆年間的閹黨，但閹黨於天啟年間（1621-1627）才出現。

- 劇中所指的所謂古代輕功等武功全部為虛構。

### 地理學
—以下內容撇除所有與歷史相抵觸的位置，只描述劇中情節與地理知識的抵觸。
- 第十五集：袁崇煥憶述他在明朝時與高麗交戰的情景，然而根據劇中所述，當時滿洲已成為東北外患，而高麗政權位於朝鮮半島，明朝在與為患東北的外族稍偏南之處爆發陸上戰爭的行為實則極度冒險。

- 第三十集：袁崇煥指使其穿越的霧林位於湖北，然而劇中指迎親隊伍將太子妃由順天送入京城，然而京城則位於順天轄區內，迎親隊伍不可能無故由順天南下繞過近大半個中國大陸然後再北上返回順天才入京。

### 心理學
- 第十二集：左光斗指「龍陽之癖」為一名男兒身內藏着女兒心，而實質上應是指男同性戀，而非性別認同障礙。

### 天文學
- 第十八集：劉亮所提及的南斗六星、北斗三星均不存在；另外提及南斗六星、北斗三星連成一直線就是為九星連珠，然而九星連珠指太陽系八大行星以及冥王星（即2006年前的九大行星）處於太陽一側張角小於100度的範圍內的天文現象。

- 第二十四集：欽天監預測於萬曆三十一年正月初八（即1603年2月18日）發生「天狗食月」（即月蝕），隨後也可見月亮變成紅色，但是月蝕必定在十五發生。

### 成語
- 第二十四集：袁崇煥回到明朝被張誠押入東厰天牢，向被張誠扣押的方士講述自己想念方惠芝時，形容她是個與明朝女子「南轅北轍」的人。但事實上南轅北轍一詞乃出自《戰國策•魏策四》：“猶至楚而北行也。”形容一心想往南而車子向北方行走。比喻行動和目的正好相反，有背道而馳之意。而並非像劇中一般用作於大相徑庭、截然不同、天差地别的意思，這亦是現今很多人也會犯的一個錯誤。

### 未來預測
- 第二十八集：2018年年底的新聞報導指中共總書記習近平與夫人彭麗媛訪問香港，並由行政長官梁振英接見，然而梁振英已於2017年6月30日卸任，由林鄭月娥接任。

### 蝴蝶效應不合理之處
- 第三十二集：劇情指張誠於明朝為袁崇煥、左光斗、魏忠賢和郭倩立碑，改變了整個中國歷史：

1. 明朝國祚延長一百餘年對現代的影響未免過於微小。

## 收視率
本劇於香港無綫電視翡翠台24小時跨平台之收視紀錄：
| 週次 | 集數   | 日期                   | 平均 | 最高 | 備註 |
| 1    | 1－5   | 2017年7月17日－7月21日 | 25點 | 27點 | 星期一至五總收視24.5點 首集平均收視25點，最高收視27點                                                                   |
| 2    | 6－10  | 2017年7月24日－7月28日 | 26點 | /    | 星期一至五總收視25.8點                                                                                                  |
| 3    | 11－15 | 2017年7月31日－8月4日  | 27點 | /    | 星期一至五總收視26.8點                                                                                                  |
| 4    | 16－20 | 2017年8月7日－8月11日  | 27點 | /    | 星期一至五總收視26.5點 第18集總收視27.6點                                                                               |
| 5    | 21－25 | 2017年8月14日－8月18日 | 27點 | /    | 星期一至五總收視26.6點 第24集總收視27.8點                                                                               |
| 6    | 26－32 | 2017年8月21日－8月27日 | 30點 | 34點 | 星期一至日總收視30.4點 星期一至五總收視29.4點 第26集總收視28.9點 第27集總收視29點 第28集最高收視34點 第32集總收視30.1點 |
| 全劇 | 全劇   | 全劇                   | 27點 | 34點 | 全劇平均26.8點 |

## 獎項

### 星和無綫電視大獎2017
| 獎項                    | 角色/單位      | 結果 |
| ----------------------- | -------------- | ---- |
| 我最愛TVB電視劇集       | 《超時空男臣》 | 提名 |
| 「我最愛TVB男主角」     | 蕭正楠         | 提名 |
| 「我最愛TVB男主角」     | 曹永廉         | 提名 |
| 「我最愛TVB男主角」     | 何廣沛         | 提名 |
| 「我最愛TVB女主角」     | 王君馨         | 提名 |
| 「我最愛TVB女配角」     | 朱晨麗         | 提名 |
| 「我最愛TVB電視女角色」 | 田蕊妮         | 獲獎 |
| 「我最愛TVB電視女角色」 | 王君馨         | 獲獎 |
| 「我最愛TVB電視女角色」 | 朱晨麗         | 提名 |
| 「我最愛TVB電視男角色」 | 蕭正楠         | 獲獎 |
| 「我最愛TVB電視男角色」 | 曹永廉         | 獲獎 |
| 「我最愛TVB電視男角色」 | 何廣沛         | 提名 |
| 「我最愛TVB熒幕情侶」   | 蕭正楠、王君馨 | 提名 |
| 「我最愛TVB熒幕情侶」   | 何廣沛、鄧佩儀 | 提名 |
| 「我最愛TVB電視歌曲」   | 戰勝吧         | 提名 |

### TVB 馬來西亞星光薈萃頒獎典禮2017
| 獎項                    | 角色/單位                        | 結果 |
| ----------------------- | -------------------------------- | ---- |
| 最喜愛TVB電視劇集       | 超時空男臣                       | 提名 |
| 最喜愛TVB男主角         | 蕭正楠（袁崇煥／雲大軍）         | 提名 |
| 最喜愛TVB男主角         | 曹永廉（左光斗／馮一波）         | 提名 |
| 最喜愛TVB男主角         | 何廣沛（李進忠／魏忠賢／李小冬） | 提名 |
| 最喜愛TVB女主角         | 王君馨（郭 倩／汪以珊）          | 提名 |
| 最喜愛TVB女配角         | 朱晨麗（方惠玲）                 | 提名 |
| 最喜愛TVB電視角色       | 蕭正楠（袁崇煥／雲大軍）         | 獲獎 |
| 最喜愛TVB電視角色       | 曹永廉（左光斗／馮一波）         | 獲獎 |
| 最喜愛TVB電視角色       | 何廣沛（李進忠／魏忠賢／李小冬） | 提名 |
| 最喜愛TVB電視角色       | 鄧佩儀（朱家瑤）                 | 獲獎 |
| 最喜愛TVB電視角色       | 王君馨（郭 倩／汪以珊）          | 獲獎 |
| 最喜愛TVB熒幕情侶       | 蕭正楠、王君馨                   | 提名 |
| 最喜愛TVB飛躍進步男藝員 | 何廣沛                           | 獲獎 |

### 萬千星輝頒獎典禮2017
| 獎項               | 單位                   | 結果             |
| ------------------ | ---------------------- | ---------------- |
| 最佳劇集           | 超時空男臣             | 提名             |
| 全球網民最喜愛劇集 | 超時空男臣             | 提名             |
| 最佳男主角         | 曹永廉                 | 提名             |
| 最佳男主角         | 蕭正楠                 | 提名             |
| 最佳女主角         | 王君馨                 | 提名             |
| 最佳男配角         | 鄭子誠                 | 提名             |
| 最佳男配角         | 姜大衛                 | 提名             |
| 最佳女配角         | 朱晨麗                 | 獲獎             |
| 最佳女配角         | 楊詩敏                 | 提名             |
| 最受歡迎電視男角色 | 曹永廉                 | 提名             |
| 最受歡迎電視男角色 | 蕭正楠                 | 提名（最後五強） |
| 最受歡迎電視女角色 | 王君馨                 | 提名             |
| 最受歡迎電視女角色 | 鄧佩儀                 | 提名             |
| 飛躍進步男藝員     | 何廣沛                 | 提名             |
| 飛躍進步女藝員     | 鄧佩儀                 | 提名             |
| 最受歡迎電視拍檔   | 蕭正楠、曹永廉、何廣沛 | 獲獎             |
| 最受歡迎劇集歌曲   | 戰勝吧（主唱：鄭俊弘） | 提名             |

### 微博之星2017
| 獎項             | 角色/單位              | 結果 |
| ---------------- | ---------------------- | ---- |
| 微博給力電視劇   | 超時空男臣             | 提名 |
| 微博給力螢幕組合 | 蕭正楠、曹永廉、何廣沛 | 獲獎 |

## 軼事
- 此劇被指仿製日本漫畫《信長協奏曲》及韓國劇集《屋塔房王世子》。
- 此劇概念與電影《冰封：重生之門》相似。
- 此劇「郭倩／汪以珊」一角原定由林夏薇飾演，後因檔期問題辭演，女主角改由王君馨飾演，令她原定在《同盟》飾演「韋以柔」的角色改由姚子羚演出。
- 此劇部分外景在佛山市南海區及西樵山國藝影視城拍攝。
- 此劇的主要場景「鳳鳴居」，劇中曾顯示其位於香港島灣仔聯發街一個虛構門牌號碼，其外景實際取自九龍何文田自由道2號一所麻雀餐館。
- 在劇中結拜的三兄弟（蕭正楠、曹永廉及何廣沛），其中大哥（蕭正楠生於1977年）實際年齡比二哥（曹永廉生於1964年）年幼13年，而歷史人物袁崇煥生於1584年，亦較左光斗年少9年，三弟（何廣沛生於1988年）魏忠賢則生於1568年，實為三人中的老大。
- 由於最後故事中沒有交待郭倩、袁崇煥、左光斗、李進忠及方/溫氏一家的去向，結局留下條伏，傳聞監製羅永賢將會為本劇開拍續集。[24]
- 此劇是簡慕華在無綫電視的告別作。

## 記事
- 2016年10月4日：此劇於12:30在將軍澳電視廣播城一廠Common Room舉行造型記者會。[25][26]
- 2016年10月31日：此劇於15:00在將軍澳電視廣播城十二廠舉行開鏡拜神。[27][28]
- 2017年2月6日：全劇煞科。
- 2017年2月8日：此劇於19:00在尖沙咀寶勒巷3號萬事昌廣場5樓巨星舉行煞科飯局。[29][30]
- 2017年3月13日：主要演員出席《香港國際影視展》宣傳劇集。
- 2017年7月3日：此劇於15:30在將軍澳工業村駿才街77號電視廣播城二樓中菜廳《TVB Amazing Summer記者會》宣傳劇集。
- 2017年7月16日：此劇於14:00在馬鞍山西沙路608號馬鞍山廣場二樓中庭舉行「學做現代人」宣傳活動。[31][32]
- 2017年7月25日：此劇於13:00在觀塘巧明街114號迅達工業大廈10樓B室Cooking Fever舉行「超時空競『菜』」宣傳活動。[33][34]
- 2017年8月9日：此劇於12:30在尖沙咀港鐵站A1出口地面舉行「男神大送冰淇淋」宣傳活動。
- 2017年8月9日：《超時空男臣》big big channel麻雀王大賽，參加者有曹永廉、王君馨、張彥博、何廣沛及楊詩敏。
- 2017年8月19日：此劇於12:00在將軍澳唐德街3號香港九龍東皇冠假日酒店2樓寶鑽廳舉行「超時空午宴」，此活動為「鉅記餅家」所贊助。[35]

## 外部連結
- 超時空男臣 - myTV SUPER[]
- 超時空男臣 新劇解構 - TVBUSA
- 《超時空男臣》myTV SUPER 回看 （页面存档备份，存于）

## 電視節目的變遷
| 香港 無綫電視翡翠台 星期一至五 20:30 - 21:30 | 香港 無綫電視翡翠台 星期一至五 20:30 - 21:30        | 香港 無綫電視翡翠台 星期一至五 20:30 - 21:30 |
| -------------------------------------------- | --------------------------------------------------- | -------------------------------------------- |
|                                              | 超时空男臣 （第1-30集） （2017.07.17 - 2017.08.25） |                                              |
| 射鵰英雄傳 （2017.05.08 - 2017.07.14）       | 燦爛的外母 （2017.08.28 - 2017.09.22）              |                                              |
| 香港 無綫電視翡翠台 星期六 20:30 - 21:30     |                                                     |                                              |
| 瘋狂夏水禮2017 （2017.07.29 - 2017.08.19）   | 超时空男臣 （第31集） （2017.08.26）                | 我係小廚神3 （2017.09.02 - 2017.11.04）      |
| 香港 無綫電視翡翠台 星期日 20:30 - 21:30     |                                                     |                                              |
| 流行經典50年 （2017.04.23 - 2017.08.20）     | 超时空男臣（大結局） （第32集） （2017.08.27）      | 2017香港小姐競選決賽 (2017.09.03)            |

| 香港 無綫電視myTV SUPER 1台 星期一至五 19:30－20:30 | 香港 無綫電視myTV SUPER 1台 星期一至五 19:30－20:30 | 香港 無綫電視myTV SUPER 1台 星期一至五 19:30－20:30 |
| --------------------------------------------------- | --------------------------------------------------- | --------------------------------------------------- |
|                                                     | 超時空男臣 （2021.04.15 - 2021.05.28）              |                                                     |
| 金宵大廈 （2021.03.18 - 2021.04.14）                | 果欄中的江湖大嫂 （2021.05.31 - 2021.07.09）        |                                                     |

| 香港無綫電視翡翠台午夜劇集時段 星期一（星期日深夜） 00:05-01:00 · 星期二至日 （星期一至六深夜）00:05 - 01:05 · 1月17日起星期六改為23:35-翌日00:35 · 2022年1月31日-2月1日 00:30 - 03:25 · 2022年2月2日-2月3日 00:05 - 03:00 · 2月4日00:45-03:30 | 香港無綫電視翡翠台午夜劇集時段 星期一（星期日深夜） 00:05-01:00 · 星期二至日 （星期一至六深夜）00:05 - 01:05 · 1月17日起星期六改為23:35-翌日00:35 · 2022年1月31日-2月1日 00:30 - 03:25 · 2022年2月2日-2月3日 00:05 - 03:00 · 2月4日00:45-03:30 | 香港無綫電視翡翠台午夜劇集時段 星期一（星期日深夜） 00:05-01:00 · 星期二至日 （星期一至六深夜）00:05 - 01:05 · 1月17日起星期六改為23:35-翌日00:35 · 2022年1月31日-2月1日 00:30 - 03:25 · 2022年2月2日-2月3日 00:05 - 03:00 · 2月4日00:45-03:30 |
| --- | --- | --- |
| | 超時空男臣 （2022.01.14 - 2022.02.04） | |
| 怒火街頭2 （2021.12.24 - 2022.01.13） | 2022北京冬季奧運會 每日焦點 （2022年2月5日 － 2022年2月20日）心花放 （2022.02.21 - 2022.03.23） | |

| 马来西亚 Astro AOD、Astro AOD HD 星期一至五 20:30 - 21:15 | 马来西亚 Astro AOD、Astro AOD HD 星期一至五 20:30 - 21:15 | 马来西亚 Astro AOD、Astro AOD HD 星期一至五 20:30 - 21:15 |
| --------------------------------------------------------- | --------------------------------------------------------- | --------------------------------------------------------- |
|                                                           | 超时空男臣 （2017-07-17 - 2017-08-27）                    |                                                           |
| 射鵰英雄傳 （2017-05-08 - 2017-07-14）                    | 燦爛的外母 （2017-08-28 - 2017-09-22）                    |                                                           |

| 新加坡 HUB戏剧首选 星期一至五 20:30 - 21:15 | 新加坡 HUB戏剧首选 星期一至五 20:30 - 21:15 | 新加坡 HUB戏剧首选 星期一至五 20:30 - 21:15 |
| ------------------------------------------- | ------------------------------------------- | ------------------------------------------- |
|                                             | 超时空男臣 （2017-07-17 - 2017-08-27）      |                                             |
| 射鵰英雄傳 （2017-05-08 - 2017-07-14）      | 燦爛的外母 （2017-08-28 - 2017-09-22）      |                                             |

| 翡翠台 星期一至五 19:30 - 20:30              | 翡翠台 星期一至五 19:30 - 20:30        | 翡翠台 星期一至五 19:30 - 20:30 |
| -------------------------------------------- | -------------------------------------- | ------------------------------- |
|                                              | 超時空男臣 （2017-07-18 - 2017-08-28） |                                 |
| 三生三世十里桃花 （2017-05-11 - 2017-07-17） | 燦爛的外母 （2017-08-29 - 2017-09-25） |                                 |

| HUB娛家戲劇台 劇集首映 星期一至五 20:00 - 21:00 | HUB娛家戲劇台 劇集首映 星期一至五 20:00 - 21:00 | HUB娛家戲劇台 劇集首映 星期一至五 20:00 - 21:00 |
| ----------------------------------------------- | ----------------------------------------------- | ----------------------------------------------- |
|                                                 | 超时空男臣 （2017-10-31 - 2017-12-13）          |                                                 |
| 射鵰英雄傳 （2017-08-18 - 2017-10-30）          | 燦爛的外母 （2017-12-14 - 2018-01-11）          |                                                 |

| Astro華麗台、Astro華麗台HD 星期一至五 21:30－22:30 時段 | Astro華麗台、Astro華麗台HD 星期一至五 21:30－22:30 時段 | Astro華麗台、Astro華麗台HD 星期一至五 21:30－22:30 時段 |
| ------------------------------------------------------- | ------------------------------------------------------- | ------------------------------------------------------- |
|                                                         | 超時空男臣 （2018-12-24－2019-02-12）                   |                                                         |
| 同盟 （2018-11-13－2018-12-21）                         | 使徒行者2 （2019-02-13－2019-03-26）                    |                                                         |

| 八度空间 TVB之最 星期一至五 19:00－20:00    | 八度空间 TVB之最 星期一至五 19:00－20:00  | 八度空间 TVB之最 星期一至五 19:00－20:00          |
| ------------------------------------------- | ----------------------------------------- | ------------------------------------------------- |
|                                             | 超时空男臣 （2019-04-16－2019-05-29）     |                                                   |
| 与谍同谋 （2019-03-12－2019-04-15）         | 不懂撒娇的女人 （2019-05-30－2019-07-08） |                                                   |
| （重播） 星期一至五 11:30 - 12:30           |                                           |                                                   |
| 与谍同谋 （重播） (2019-07-10－2019-08-13） | 超时空男臣 (2019-08-14－2019-09-26）      | 不懂撒娇的女人 （重播） (2019-09-27－2019-11-05） |